# فيليكا بيريزوفيتسيا (تيرنوبيلسكا)
فيليكا بيريزوفيتسيا (Велика Березовиця) هي مدينة في مقاطعة تيرنوبيلسكا في أوكرانيا.
يبلغ عدد سكانها حوالي 6246 نسمة.